# サイコロジカルホラー
サイコロジカルホラー（英: Psychological horror）は、精神的、感情的および心理的状態に起因する恐怖により読者、視聴者、またはプレイヤーを脅かす、妨害する、または不安定にするホラー・フィクションのサブジャンル。それは、しばしば、サイコロジカルスリラーと重複し、設定やプロットのサスペンス、ドラマ、アクション、ホラーを高め、不気味な感覚を提供するために、不安定で信頼できない、悲惨な状況を表現している。

## コンピュータゲーム
いくつかの成功したビデオゲームのフランチャイズは、恐怖を作り出す主要な形態としてサイコロジカルホラーを採用した。最もよく知られているのは『サイレントヒル』である。他のサイコロジカルホラー・ゲームには『ドキドキ文芸部!』、『Amnesia: The Dark Descent』、『Outlast 2』、『エイリアン アイソレーション』、『SOMA』、『Manhunt』、『Ib』、『Nocturne』、『Condemned: Criminal Origins』、『サイコブレイク』、『サイコブレイク2』、『Alan Wake』、『レッドシーズプロファイル』、『エターナルダークネス 〜招かれた13人〜』、『Cry of Fear』、『The Suffering』、『Anna』、『Lone Survivor』、『Hellblade: Senua's Sacrifice』、『The Coffin of Andy and Leyley』、そして部分的に『DARK SOULS』、『Dead Space』、『F.E.A.R』、『The Swapper』また『The Last Door』が挙げられる。

## 漫画
『ヘルタースケルター (漫画)』岡崎京子